# János Kornai
János Kornai (Boedapest, 21 januari 1928 - aldaar, 18 oktober 2021) was een Hongaars econoom die bekendstaat om zijn analyse van en kritiek op de centraal geleide economieën van de Oost-Europese communistische staten. 

## Biografie
Kornai studeerde aan de Karl Marx Universiteit van de Economie in Boedapest en is 'kandidaat-lid' van de Hongaarse Academie van Wetenschappen. Hij koos voor een loopbaan als econoom na het lezen van Marx' boek Das Kapital. Hij begon zijn loopbaan bij Szabad Nép, de krant van de Hongaarse communistische partij, maar werd daar in april 1955 ontslagen vanwege een gebrek aan communistische overtuiging.
Tot 2001 was hij lid van het bestuur van de Hongaarse Nationale Bank (centrale bank). Hij is de auteur van tal van economie-gerelateerde boeken en artikelen. Vanaf 1958 ontving Kornai vele uitnodigingen voor een bezoek aan buitenlandse instellingen, maar de Hongaarse autoriteiten weigerden hem een paspoort en pas in 1963, nadat de politieke beperkingen van na 1956 werden verzacht, werd hem toegestaan naar het buitenland te reizen.   
Van 1967 tot 1992 was hij onderzoeksprofessor aan het Economisch Instituut van de Hongaarse Academie van Wetenschappen. In 1986 trad Kornai toe tot de faculteit van de Harvard-universiteit in Cambridge, Massachusetts, Verenigde Staten en in 1992 werd hij benoemd tot de Allie S. Freed hoogleraar Economie. Hij trok zich uit Harvard terug in 2002. In hetzelfde jaar werd hij permanent medewerker van Collegium Budapest, aan het instituut voor voortgezette studies. Ook is hij een Distinguished Research Professor aan de Centraal-Europese Universiteit. 

## Werken
In de late jaren 1950 was hij onder degenen die het gebruik van wiskundige methoden bij de economische planning introduceerden. Samen met Tamás Lipták werkte hij de "theorie van de twee-niveau planning" uit. Ook dirigeerde hij het eerste grootschalige economie-wijde meerlagige planningsproject. Professor Kornai vroege artikel Overcentralization (Overcentralisatie) (1953) trok in het westen de aandacht en gaf reeds een eerste teken van desillusie met de communistische centrale planning. 
In zijn boek Anti-Equilibrium (Anti-evenwicht) uit 1971 bekritiseert hij de neoklassieke economie, in het bijzonder de algemene evenwichtstheorie. 
In zijn boek uit 1980, Economics of Shortage (De economie van het tekort), waarschijnlijk zijn meest invloedrijke werk, beargumenteerde Kornai dat de chronische tekorten zoals deze in geheel Oost-Europa vanaf de jaren 1970 tot in 1989 optraden niet te wijten waren aan fouten van individuele economische planners of van verkeerd bepaalde prijzen, maar een intrinsiek onderdeel van het systeem uitmaakten. In zijn boek uit 1988, The Socialist System, The Political Economy of Communism (Het socialistische systeem, De politieke economie van het communisme) betoogde hij dat de centraal geleide economie, gebaseerd op onbetwiste controle door een marxistisch-leninistische Communistische Partij leidt tot overheersing door een bureaucratische overheid van staatsbedrijven, door gecentraliseerde planning en management en tot het gebruik van administratieve prijsstelling om de effecten van de markt te elimineren, wat weer leidt tot individuele reacties op de prikkels van het systeem, waardoor uiteindelijk de waarneembare en onontkoombare economische verschijnselen bekend als de tekorteconomie worden veroorzaakt. Kornai was zeer sceptisch over de inspanningen om een marktsocialisme te creëren. 
Onder zijn latere werken waren The Road to a Free Economy (De weg naar een vrije economie) (1990), Highway and Byways Snelweg en secundaire wegen (1995), Struggle and Hope (Strijd en hoop) (1997) en Welfare, Choice and Solidarity in Transition|Welfare in Transition (Welzijn, Choice en Solidariteit in Overgang|Welzijn in Overgang) (2001) dat de macro-economische aspecten en de interactie tussen politiek en economisch beleid in de periode van de economische overgang in de landen de voormalige Sovjet-Unie behandelt. Hij leidde een uitgebreid onderzoeksproject, Honesty and Trust in the Light of Post-Socialist Transition (Eerlijkheid en vertrouwen in het licht van postsocialistische transitie) aan het Collegium Budapest, waar hij medewerker op emeritaat was. 
In 2007 publiceerde hij zijn memoires, By Force of Thought (Door de kracht van het denken), over zijn onderzoek en de sociale en politieke omgevingen waarin hij zijn werk heeft gedaan.
János Kornai overleed op 18 oktober 2021 in Boedapest op 93-jarige leeftijd.